# 15492 Nyberg
15492 Nyberg è un asteroide della fascia principale. Scoperto nel 1999, presenta un'orbita caratterizzata da un semiasse maggiore pari a 2,4265272 UA e da un'eccentricità di 0,1843476, inclinata di 2,13516° rispetto all'eclittica.